# Olga Popovitch
 (juin 2025).
 (juin 2025).
Motif : pas de sources secondaires centrées, notoriété pas établie
- Archive Wikiwix
- Bing
- Cairn
- DuckDuckGo
- E. Universalis
- Gallica
- Google
- G. Books
- G. News
- G. Scholar
- Persée
- Qwant
- (zh) Baidu
- (ru) Yandex
- (wd) trouver des œuvres sur Wikidata

| 1. | Préciser le motif de la pose du bandeau. | Précisez le motif de la pose du bandeau en utilisant la syntaxe suivante : {{admissibilité à vérifier\|date=juin 2025\|motif=remplacez ce texte par le motif}}                      |
| 2. | Informer les utilisateurs concernés.     | Pensez à avertir le créateur de l'article, par exemple, en insérant le code ci-dessous sur sa page de discussion : {{subst:avertissement admissibilité à vérifier\|Olga Popovitch}} |

Olga Popovitch, née le 27 septembre 1912 à Belgrade et morte le 2 novembre 1989 à Antony, est une conservatrice de musée française.

## Biographie
Diplômée de l’École du Louvre et de l’Institut d’art et d’esthétique, elle est conservatrice du musée des beaux-arts de Reims de 1949 à 1961 puis du musée des beaux-arts de Rouen de 1961 à 1978.

## Publications
- Catalogue des peintures du musée des Beaux-arts de Rouen, Paris, Arts et métiers graphiques, 1967.
- La Faïence de Rouen, Rouen, Lecerf, 1970, 8 p., 25 cm (OCLC 78491802)
- Catalogue des peintures du musée des Beaux-arts de Rouen, Sotteville-lès-Rouen, 1978.